# Константа ерлајн
Константа ерлајн (укр. Авіакомпанія Константа) приватна је авио-компанија, регистровани и сертификовани оператер авиона са више од 250 запослених.

## Историја
Авио-компанија је основана 1998. године у Запорожју, у Украјини. Констанца је 2019. године постала регистровани авио-превозник у Уједињеним нацијама. Летовима ове авио-компаније управљају високо квалификована, искусна летачка посада и земаљско особље под управом 24-часовног центра за контролу лета како би се осигурао квалитет и безбедност.

## Услуге
- превоз аутомобила и друге опреме;
- ваздушна медицинска евакуација;
- превоз робе и путника;
- транспорт горива и опасних материја;

## Авиони
- Антонов Ан-26: транспортни авион, средње носивости;[4]
- Антонов Ан-28: двомоторни транспортни авион.